# Brachiaria platyphylla
Brachiaria platyphylla är en gräsart som först beskrevs av William Munro och Charles Wright, och fick sitt nu gällande namn av George Valentine Nash. Enligt Catalogue of Life ingår Brachiaria platyphylla i släktet Brachiaria och familjen gräs, men enligt Dyntaxa är tillhörigheten istället släktet Brachiaria och familjen gräs. Arten har ej påträffats i Sverige. Inga underarter finns listade i Catalogue of Life.